# Borgne (vattendrag)
Borgne är ett vattendrag i Schweiz. Det ligger i den sydvästra delen av landet, 80 km söder om huvudstaden Bern.
I omgivningarna runt Borgne växer i huvudsak blandskog. Runt Borgne är det ganska glesbefolkat, med 22 invånare per kvadratkilometer.